# Edward Grzywna
Edward Grzywna (ur. 19 lipca 1944 w Dąbrowie Górniczej) – polski koszykarz, mistrz i reprezentant Polski, brązowy medalista mistrzostw Europy (1965).
Był wychowankiem Baildonu Katowice. W sezonie 1961/1962 debiutował w ekstraklasie w barwach Polonii Warszawa. W latach 1963–1965 występował w Śląsku Wrocław, z którym zdobył wicemistrzostwo Polski w 1964 i mistrzostwo Polski w 1965. Po zdobyciu tego ostatniego tytułu przeniósł się do Wisły Kraków. Z krakowskim klubem wywalczył mistrzostwo Polski w 1968 oraz wicemistrzostwo Polski w 1966, 1967 i 1969. W sezonie 1969/1970 występował ponownie w Baildonie Katowice, następnie grał w klubach francuskich.
W reprezentacji Polski debiutował w 1962, wystąpił w 41 spotkaniach, a jego największym sukcesem był brązowy medal mistrzostw Europy w 1965.
Po zakończeniu kariery sportowej zamieszkał w Kanadzie.